# Jaguarundi
Jaguarundi ((znanstveno ime Herpailurus yagouaroundi) je divja mačka, ki izvira iz Amerike. Njeno območje sega od osrednje Argentine na jugu do severne Mehike, skozi Srednjo in Južno Ameriko vzhodno od Andov. Jaguarundi je srednje velika mačka vitke postave. Njena obarvanost je enotna z dvema barvnima oblikama, sivo in rdečo. Ima podolgovato telo z razmeroma kratkimi nogami, majhno, ozko glavo, majhnimi, okroglimi ušesi, kratkim gobcem in dolgim repom, ki v teh pogledih spominja na kune. Je približno dvakrat večji od domače mačke (Felis catus), v ramenih doseže skoraj 360 mm in tehta 3,5–7 kg.
Jaguarundi, ki je skrivnosten in pozoren, je običajno samotar ali pa v divjini tvori pare, čeprav so posamezniki v ujetništvu bolj družabni. Za razliko od drugih simpatičnih mačk, kot je ozelot, je jaguarundi bolj aktiven podnevi in lovi predvsem podnevi in zvečer. Posamezniki živijo v velikih domačih območjih in so redko porazdeljeni znotraj regije. Jaguarundi je učinkovit plezalec, vendar običajno raje lovi na tleh. Hrani se z različnimi vrstami plena, predvsem s pticami, ki se prehranjujejo s tal, plazilci, glodavci in malimi sesalci. Parjenje poteka vse leto, z vrhunci v različnih obdobjih leta v celotnem območju. Po brejosti od 70 do 75 dni se skoti leglo enega do štirih mladičev. Zabeležena je življenjska doba v ujetništvu do 15 let.
Jaguarundi naseljuje široko paleto tako zaprtih kot odprtih habitatov, od tropskih deževnih gozdov in listopadnih gozdov do puščav in trnovega grmišča. Je precej pogost v Braziliji, Peruju in Venezueli, vendar je morda iztrebljen iz Združenih državah. Na Rdečem seznamu IUCN je navedena kot najmanj zaskrbljujoča, vendar populacije v mnogih delih njene razširjenosti upadajo zaradi izgube in razdrobljenosti habitata ter preganjanja zaradi ubijanja perutnine.

## Etimologija
Domače ime jaguarundi izvira iz stare gvaranske besede yaguarundi, ki je podobna stari besedi Tupijev yawaum'di, kar pomeni 'temen jaguar'. Ime se izgovarja /ˌʒæɡwəˈrʌndi/ ali /ˌdʒæɡwəˈrʌndi/. V nekaterih špansko govorečih državah jaguarundiju pravijo tudi gato colorado, gato moro, león breñero, leoncillo in tigrillo. V brazilski portugalščini se imenuje tudi eyra, gato-mourisco, gato-preto, gato-vermelho in maracajá-preto.

## Taksonomija
Leta 1803 je Étienne Geoffroy Saint-Hilaire opisal dve koži in lobanji jaguarundija z neznanih lokacij v Srednji Ameriki in predlagal znanstveno ime Felis yagouarundi.  V 19. in 20. stoletju je bilo opisanih več zooloških osebkov:
- Felis eyra, ki ga je predlagal Gotthelf Fischer von Waldheim leta 1814, je bila železna barva kože iz Paragvaja.[6]
- F. cacomitli, ki ga je predlagal Jean-Louis Berlandier leta 1859, je bila lobanja in sivkasta koža samice jaguarundija iz območja Rio Grande v Mehiki.[7]
- F. yagouaroundi tolteca, ki ga je predlagal Oldfield Thomas leta 1898, je bila lobanja in rdečkasta koža iz Sinaloe v Mehiki.[8]
- F. Ameghinoi predlagal Eduardo Ladislao Holmberg leta 1898 za fosilne mačje kosti, domnevno jaguarundija, ki so bile izkopane blizu San Luisa v Argentini.[9]
- F. fossata Edgarja Alexandera Mearnsa leta 1901 je bila velika lobanja jaguarundija iz Jukatana.[10]
- F. panamensis avtorja Joela Asapha Allena leta 1904 je bila temno siva koža mlade odrasle samice jaguarundija, zbrane v panamski provinci Chiriquí.[11]
- F. yagouaroundi melantho Oldfielda Thomasa leta 1914 so bile lobanje in črno rjave kože samca in samice iz okrožja Pozuzo v Peruju.[12]

Rodovno ime Herpailurus je predlagal Nikolaj Severcov leta 1858 za jaguarundija. Kasnejši avtorji so jaguarundija uvrstili v rod pum skupaj s pumami (P. concolor). Filogeografska analiza vzorcev jaguarundija iz njegovega območja ni našla nobenih genetskih dokazov za podvrsto. Leta 2017 je Skupina strokovnjakov za mačke IUCN revidirala taksonomijo mačk in jaguarundija priznava kot monotipski takson rodu Herpailurus.

### Filogenija in evolucija
Jaguarundi je najbolj soroden pumi; vrsta jaguarundi-puma je sestra geparda.[22] Te tri vrste sestavljajo linijo Pume, eno od osmih linij Felidae; linija Puma se je ločila od ostalih pred 6,7 milijona let. Sestrska skupina rodu Pume je skupina manjših mačk starega sveta, ki vključuje rodove Felis, Otocolobus in Prionailurus.
Tri vrste rodu Pume so morda imele skupnega prednika v miocenu, pred približno 8,25 milijoni let. Acinoniks se je verjetno ločil od linije v Ameriki; nekateri avtorji alternativno menijo, da se je gepard ločil v starem svetu.
Zdi se, da se je linija Pume preselila iz Azije v Severno Ameriko po prečkanju Beringovega preliva in prispela v Južno Ameriko preko Panamske ožine v poznem pliocenu ali zgodnjem pleistocenu. Temu je verjetno sledila bifurkacija linije v pumo in Herpailurus (ki jo predstavlja H. pumoides) v Južni Ameriki pred približno 4 do 3 milijoni let med poznim pliocenom in zgodnjim pleistocenom. H. pumoides je izumrl okoli srednjega pleistocena, približno v času, ko je nastal sodobni jaguarundi; najstarejši fosili sodobnega jaguarundija segajo v pozni pleistocen v Braziliji pred približno 0,5 milijona let. Prvotne severnoameriške pume so bile iztrebljene med pleistocenskim izumrtjem pred približno 10.000 leti; Severno Ameriko so nato pred 10.000–8.000 leti ponovno kolonizirale južnoameriške pume in jaguarundiji. Izumrli severnoameriški rod Miracinonyx je še en član tega klada.

## Značilnosti
Jaguarundi je srednje velika mačka vitke postave in enotne obarvanosti, ki se po zunanjem videzu bistveno razlikuje od drugih neotropskih mačk – kot so majhne, lisaste mačke iz rodu Leopardus. To so pripisali variacijam v njegovem kariotipu – jaguarundi ima 38 kromosomov, za razliko od 36 pri drugih majhnih južnoameriških mačkah, kromosomske lastnosti pa so podobne tistim pri mačkah starega sveta, kot je leopardja mačka (Prionailurus bengalensis). Pravzaprav ima jaguarundi več značilnosti, ki jih opazimo pri vidrah in podlasicah – ima podolgovato telo z razmeroma kratkimi nogami, majhno, ozko glavo, majhna okrogla ušesa, kratek gobec in dolg rep.ref name="bellani">Bellani, G.G. (2020). Felines of the World: Discoveries in Taxonomic Classification and History. London: Academic Press. str. 223–231. ISBN 978-0-12-816503-4.</ref> Dolžina glave in telesa je med 53 in 77 cm; močan, mišičast rep je dolg 31–52 cm. Jaguarundi, ki je približno dvakrat večji od domače mačke, doseže skoraj 36 cm (14 palcev) na plečih in tehta 3,5–7 kg, čeprav so poročali o večjih posameznikih, težkih okoli 9 kg. Samci so nekoliko večji od samic.
Dlaka je enakomerno obarvana z največ nekaj bledimi oznakami na obrazu in trebuhu, čeprav so mladiči kratek čas opazni. Črno-bele oznake na ustnicah in gobcu, podobne tistim pri pumah, so jasno vidne pri mladičih in nekaterih odraslih. Znani sta dve barvni obliki (čeprav so vidni tudi vmesni odtenki) – siva (črnasto do rjavkasto sivo krzno s sivim videzom zaradi svetlih in temnih kolobarjev na posameznih dlakah) in rdeča (lisičje rdeča do kostanjeva); prej so te oblike obravnavali kot dve različni vrsti. V istem leglu se lahko skotijo osebki obeh barv. Črno rjavi posamezniki na videz spominjajo na tayro (Eira barbara), vendar jo lahko ločimo po prozorni, rumenkasti lisi na grlu. Rdeči je pogostejši na suhih, odprtih območjih. Poročali so o melanističnih posameznikih, vendar dlaka ni popolnoma črna; glava in grlo sta očitno bolj bleda od preostalega telesa. Široko razmaknjena ušesa so dolga 2,5–4 cm brez kakršnih koli madežev na hrbtu. Jaguarundi ima skupno 30 zob; zobna formula je: 3.1.3.1 in 3.1.2.1.
Med mačjaki je jaguarundi zelo podoben ploskoglavi mački (Prionailurus planiceps), vendar ima daljše telo in sorazmerno daljše noge, je težji in nima temnih lis na licih ploskoglave mačke. Tawny jaguarundis ima podobno barvo kot večja puma.
Diploidno število kromosomov pri jaguarundiju je 2n=38.

## Razširjenost in življenjski prostor
Jaguarundi naseljuje najrazličnejše habitate, od tropskih deževnih gozdov in listopadnih gozdov do puščav in trnovega grmišča. Najdemo ga lahko tudi v oblačnih gozdovih, mangrovah in savanah. Za razliko od simpatične dolge mačke (Leopardus wiedii), ozelota in leopardje mačke (Leopardus tigrinus) lahko jaguarundi živi tudi na odprtih območjih. V odprtih habitatih ima jaguarundi raje območja z vegetativnim pokrovom, kot so kaktusi, kamor bi potencialni plenilci na splošno težko prodrli; na obrobju takih območij je lahko nekaj jas. Jaguarundiji se po navadi zadržujejo blizu izvira tekoče vode. Jaguarundi je znan po svoji odpornosti na okoljske motnje v svojem habitatu; lahko uspeva na pogozdenih območjih. Medtem ko običajno naseljuje vzpetine od nižin do 2000 m nadmorske višine, so poročali o tej mački na nadmorski višini do 3200 m v Kolumbiji.
Razprostranjenost se razteza od osrednje Argentine na jugu do severne Mehike, skozi Srednjo in Južno Ameriko vzhodno od Andov – na drugem mestu za pumo v zemljepisni širini njene razširjenosti. Vendar pa vsi deli njegovega območja niso dobro raziskani. Jaguarundi je precej pogost v Braziliji, Peruju in Venezueli. V Združenih državah je verjetno iztrebljen; študija iz leta 1999 je ovrgla trditve o opažanjih v Arizoni, v gorah Huachuca v okrožju Santa Cruz. Zadnje potrjeno opažanje v ZDA je bilo leta 1986 na cesti ubitega posameznika v bližini Brownsvilla v Teksasu.
Pojav jaguarundija na Floridi je že desetletja pod vprašajem, kjer o njih poročajo od leta 1907. V to regijo naj bi jih uvedel pisatelj iz Chieflanda, ki je na neki točki živali uvozil iz njihovega domačega habitata in jih izpustil blizu svojega domačem kraju in na drugih lokacijah po državi. W. T. Neill je opozoril, da so se jaguarundiji pojavili po celotnem polotoku Floride v 1950-ih, vendar je število do poznih 1970-ih strmo padlo. V 1980-ih so o jaguarundijih poročali tudi na obalnem območju Alabame, kar je lahko dokaz selitve prebivalstva Floride proti severu. Jaguarundi je bil zabeležen tudi v Cerro Largu v Urugvaju, kjer je bila njegova prisotnost negotova.

## Vedenje in ekologija
Jaguarundi je sramežljiv in samoten ter očitno zelo previden pred pastmi. V Belizeju, Braziliji in Mehiki je bilo opravljenih le nekaj radiotelemetričnih študij. Čeprav so opazili aktivnost čez dan in ponoči, se zdi, da jaguarundiji raje lovijo podnevi in zvečer; na primer, študija v Belizeju je poročala, da so se jaguarundiji začeli premikati pred zoro in ostali aktivni večji del dneva do sončnega zahoda z vrhuncem lova od poznega jutra do poldneva. Zdi se, da je mačka bolj dnevna kot večina drugih mačk, zlasti lisaste mačke, ki so bolj aktivne ponoči. Jaguarundi lahko preplava srednje velike reke; eden v Boliviji je bil zabeležen med plavanjem čez reko Tuichi. So tudi učinkoviti plezalci, vendar lovijo predvsem na tleh; barva dlake deluje kot dobra kamuflaža za kopensko dejavnost. Lahko skočijo do 2 m v zrak, da ujamejo ptice. Med plenilci so udavi, pume in domači psi. Pri jaguarundiju so našli parazite, kot so kavljaste gliste (vrste Ancylostoma), trakulje (kot so vrste Spirometra in Toxocara) in pljučni metljaj.
Študije so jaguarundije večinoma opazovale same ali v parih; pari bi se verjetno lahko oblikovali med materami in starejšimi mačjimi mladiči ali med osebki nasprotnega spola v času parjenja. Ugotovljeno je bilo, da so posamezniki v ujetništvu bolj družabni. Domači obsegi so po navadi veliki; študija v Braziliji je zabeležila velikost domačih območij 1,4–18 km² za samice, medtem ko je območje samcev merilo 8,5–25,3 km². Zabeleženo je bilo, da imata dva samca v Belizeju izjemno velika območja bivanja na območju 88 km² in 100 km², medtem ko je območje bivanja samice v isti regiji merilo 13–20 km². Gostota prebivalstva je običajno nizka, okoli 0,01 do 0,05/km² v Braziliji, čeprav so Tamaulipas (Mehika) in Llanos v Kostariki in Venezueli zabeležili številke do 0,2/km².
Označevanje bi lahko služilo kot sredstvo vohalne ali vizualne komunikacije med jaguarundiji; posamezniki v ujetništvu so opazili, kako z zadnjimi nogami strgajo po predelih (včasih z uriniranjem), grebejo po lesu, drgnejo predmete z glavo in puščajo nepokrite iztrebke. Zabeleženo je bilo socialno vedenje, kot je negovanje, renčanje in vohanje. Jaguarundi ima širok vokalni repertoar; Posnetih je bilo 13 različnih klicev, vključno s klepetanjem, predenjem, kričanjem, klicem 'wah-wah', žvižganjem, hlastanjem in nenavadnim ptičjim žvrgolenjem. V ujetništvu so opazili samice v estrusu, ki spuščajo tihe zvoke, ko z vonjem označujejo območje okoli svojih ograd.

### Prehrana
Jaguarundi se običajno prehranjujejo z majhnim plenom, ki tehta manj kot 1 kg, vključno s pticami, ki se hranijo na tleh, plazilci, žabami, členonožci, glodavci in malimi sesalci. Jaguarundis bo vzel tudi večji plen, kot so domača perutnina, ribe, marmozetke, zajci in oposumi; študija je zabeležila majhne jelene (verjetno mrhovino) v prehrani. V njihovi prehrani so opazili tudi rastlinje, kot so trave. Študija je pokazala, da jaguarundi vsak dan v povprečju zaužijejo 400 g plena vretenčarjev. Široka paleta plena, zabeleženega za jaguarundija v njegovem območju razširjenosti, in različni deleži različnega plena v njegovi prehrani lahko nakazujejo, da se mačka po navadi prehranjuje z najbolj obilnim in zlahka ulovljivim plenom na tem območju.

### Razmnoževanje
Jaguarundije so opazili, da se parijo vse leto, z vrhovi v različnih obdobjih leta v celotnem območju; na primer v Mehiki je vrh parjenja januarja in marca. Estrus traja tri do pet dni, zaznamuje pa ga redno prevračanje samice na hrbet in brizganje urina. Spolno zreli samci bodo zasledovali samico in se ne bodo odzvali na nobeno agresivno vedenje z njene strani. Tako kot pri mnogih drugih mačjih živalih samec grize dlako na vratu samice, ko se vzpenja; samica ob penetraciji glasno zakriči.
Po brejosti, ki traja 70 do 75 dni, se leglo enega do štirih mačjih mladičev skoti v brlogu, zgrajenem v gosti goščavi, votlem drevesu ali podobnem pokrovu. Mačkice so dobro prekrite s kožuhom, spodnja stran pa je označena s pikami, ki s staranjem izginejo; barva dlake se postopoma spreminja, ko mačji mladiči odraščajo. Mama začne mačjim mladičem prinašati trdo hrano, ko so stari približno tri tedne, vendar se z njo preprosto igrajo, dokler je mati končno ne zaužije. Mladiči so sposobni jesti trdno hrano, kot so ptice in morski prašički, pri približno šestih tednih. Jaguarundiji postanejo spolno zreli od enega do treh let. Zabeležena je življenjska doba do 15 let v ujetništvu.

## Grožnje in ohranjanje
Jaguarundi je na Rdečem seznamu IUCN od leta 2002 uvrščen med najmanj zaskrbljujoče. Videti je, da so mehiške populacije, razen tistih na severovzhodu, stabilne. Ogromna zaščitena območja v amazonskem porečju so verjetno edine ohranitvene enote, ki lahko vzdržujejo dolgoročno preživetje sposobne populacije. Ocenjevalci Rdečega seznama IUCN so ugotovili, da bi ga morali uvrstiti na seznam skoraj ogroženih, vendar podatki niso zadostovali za razširitev te razvrstitve po celotnem območju razširjenosti jaguarundija. Jaguarundi ni posebej iskan zaradi krzna zaradi slabe kakovosti in nizke vrednosti, vendar trpi zaradi izgube habitata.
Druge grožnje vključujejo tveganje razdrobljenosti habitata in preganjanje zaradi ubijanja perutnine. Populacije jaguarundija v Severni in Srednji Ameriki so navedene v Dodatku I CITES, vse druge populacije pa v Dodatku II CITES. Populacije v ZDA so zaščitene v skladu z Zakonom o ogroženih živalskih vrstah; Teksaški oddelek za parke in divje živali je izrazil zaskrbljenost, da bi lahko bila njihova prisotnost v južnem Teksasu ogrožena zaradi izgube domačega habitata mačke. Populacije v Mehiki so navedene pod mehiško uradno normo NOM-059-SEMARNAT-2010.ref>Lorenzo, C. & González-Ruiz, N. (2018). »Mammals in the Mexican Official Norm NOM-059-SEMARNAT-2010«. Therya. 9 (1): 69–72. doi:10.12933/therya-18-565.</ref>
Lov na jaguarundija je v Peruju prepovedan in prepovedan v Argentini, Belizeju, Braziliji, Boliviji, Kolumbiji, Kostariki, Francoski Gvajani, Gvatemali, Hondurasu, Mehiki, Panami, Paragvaju, Surinamu, Urugvaju, Združenih državah in Venezueli.